# Александър Герасимов
Александър Павлович Герасимов (на руски: Александр Павлович Герасимов) е виден руски геолог, картограф, вулканолог, изследовател на Задбайкалието. Професор в Ленинградския държавен университет (1920).

## Ранни години (1869 – 1893)
Роден е на 11 септември 1869 година в Иркутск, Русия. През 1883 завършва със златен медал Иркутската класическа гимназия и същата година постъпва в Петербургския минен институт. През последните две години от следването си участва в геоложкото изследване на Донбас, което е школа за по-нататъшната му изследователска дейност.

## Експедиционна дейност (1893 – 1905)
След завършване на института през 1893 е командирован в сибирските минни експедиции, занимаващи се с геоложки и минно-промишлени изследвания покрай трасето на строящата се Транссибирска железопътна линия. От 1897 до 1907 участва в множеството геоложки проучвания на академик Владимир Обручев.
Самостоятелно през 1896 – 1898 в югоизточната част на Задбайкалието открива хребет, простиращ се покрай десния бряг на река Ингода (от басейна на Амур), който нарича Черски (2119 м), а на юг от него – Даурския хребет (500 км, 2523 м) и котловина простираща се на югоизток от Даурския хребет. Покрай двата бряга на река Онон (дясна съставяща на Шилка) открива и картира хребетите Ононски (1920 м) и Ерман (1434 м). Изследва река Ингода и руската част на Онон и доказва, че текат през планинска ерозионна област. На границата с Монголия, на 115 – 116º и.д., открива наличието на древно езеро с площ около 8000 км2. През 1898 тръгва от Чита към река Витим (десен приток на Лена) и на 114º и.д. във Витимското плато открива угасналите вулкани Обручев (1085 м) и Мушкетов (1012 м). Окончателно установява, че Яблоновия хребет се простират от река Чита на североизток между Витим и десния ѝ приток Киренга. Изследва Боршчовочния хребет, простиращ се на изток от Нерчинск, като се изкачва на най-високата му точка – връх Сохондо (2508 м).

## Научна дейност (1906 – 1940)
През 1906 Герасимов получава задача от Геоложкия комитет да разработи план за геоложки изследвания в района на Кавказките минерални води. Тази задача определя по-нататъшното му развитие в професионален план. Изгражда около себе си сплотен колектив от геолози, които извършват стратиграфски, тектонски, магматични, петрографски и вулканоложки изследвания в района. Изучават сеизмичната активност в Прикавказките територии. Откриват редица находища на полезни изкопаеми, в т.ч. желязно-никеловото находище в басейна на река Малка. Създадена е обзорна геоложка карта на района между Черно море на запад, Каспийско море на изток, Кумо-Маничката падина на север и Кавказ на юг. Герасимов става основоположник на съветската геоложка картография, като за тази дейност започват да се прилагат и нови методи от рода на аерофотоснимка и геофизични наблюдения.
През 1931 по инициатива на Герасимов при ЦНИГРИ е създаден специална секция за изработване на обзорни геоложки карти. За сравнително кратък период са създадени и публикувани геоложка карта на Европейската част на СССР, геоложка карта на Казахстан, средноазиатските републики и Урал и релефна геоложка карта на СССР. Войната възпрепятства издаването на геоложка карта на целия СССР в мащаб 1:1000000.
Освен с научна дейност Герасимов се занимава и с преподавателска. Повече от четвърт век е секретар на Руско минераложко дружество. Извършва педагогическа дейност в Източносибирския отдел на Географското дружество, възглавява отдела по физическа география на Ленинградското географско дружество, чете лекции по вулканология и други геоложки науки в Ленинградския университет, Географския и Минния институти.

## Последни години (1941 – 1942)
Великата Отечествена война го заварва в полите на Кавказ, в курортния град Есентуки. Следва евакуация в Ташкент, оттам в Новосибирск, а след това в Свердловск, където умира на 10 ноември 1942 година на 73-годишна възраст.

## Памет
Неговото име носи връх Герасимов (78°02′ с. ш. 100°45′ и. д. / 78.033333° с. ш. 100.75° и. д., 261 м) в югозападната част на остров Болшевик в архипелага Северна Земя.